# Антонов Ан-8
„Антонов Ан-8“ (наименование по НАТО: „Camp“) е малък военнотранспортен самолет.
Разработен е в налото на 1950-те години и е конструиран във фабриката „ГАЗ-34“ в Ташкент. През 1970-те е изведен от военна употреба и преминава към „Аерофлот“.
Няколко самолета са забеляни да летят над Африка, въпреки че АНТК „Антонов“ подписва сертификат, с който извежда самолета от употреба през 2004 г.

## Характеристики
- Капацитет – 48 души
- Дължина – 30,74 m
- Разпереност – 37 m
- Полезен товар – 16 750 kg
- Двигатели – 2×Прогрес АИ-20Д (3863 kW всеки)
- Максимална скорост – 480 km/h